# Zuberski Wierch
Zuberski Wierch (słow. Pálenica) – szczyt w zachodniej części słowackich Tatr Zachodnich. Orawska nazwa tego szczytu pochodzi od miejscowości Zuberzec, nad którą wznosi się ten szczyt. Przez mieszkańców Liptowa zwany był Holaniem. Za prawidłową uznawana jest nazwa orawska.
Zuberski Wierch znajduje się w grani głównej Tatr Zachodnich pomiędzy Brestową Kopą (1903 m) a przełęczą Palenica Jałowiecka (1573 m). Źródła podają znacznie różniące się wysokości tego szczytu. Na polskiej mapie jest to 1753 m, ten sam punkt wysokości na mapie słowackiej opisany jest jako Pálenica, zaś nazwę Zuberec przypisano tam do przedwierzchołka Brestowej Kopy o wysokości 1806 m.
Jest to mało wybitny szczyt. Jego południowe zbocza opadają do Zadnich Kotlin w górnym piętrze Doliny Bobrowieckiej Liptowskiej. Zuberski Wierch jest zwornikiem. W północnym (z odchyleniem na zachód) kierunku opada od niego do dna Doliny Zuberskiej długi grzbiet Redykalnia z wierzchołkiem Wielki Klin. Grzbiet ten oddziela Dolinę Przybyską od Doliny Wolarskiej. Na odcinku pomiędzy Zuberskim Wierchem a Palenicą Jałowiecką odchodzi od grzbietu jeszcze jeden, wybitny, ale krótki grzbiet zwany Hrubym Klinem. Dzieli on górną część Doliny Przybyskiej na dwie odnogi; wschodnią i zachodnią. Ponadto w północnych stokach Zuberskiego Wierchu występuje jeszcze kilka grzęd zwanych Klinami (szczególnie w odnodze wschodniej).
Zuberski Wierch znajduje się w grani zataczającej łuk ponad Zadnimi Kotlinami w najwyżej partii Doliny Bobrowieckiej. Grań ta ma łagodne stoki, w górnej części porośnięte trawiastą roślinnością i kosodrzewiną, a Zuberski Wierch niewiele tylko wznosi się ponad nią. Niegdyś całe te tereny były intensywnie wypasane. Dobrze prezentuje się stąd pobliski Siwy Wierch i Osobita.

## Szlaki turystyczne
– czerwony, biegnący główną granią.
- Czas przejścia od Palenicy Jałowieckiej na Zuberski Wierch: 30 min, ↓ 20 min
- Czas przejścia z Zuberskiego Wierchu na Brestową: 50 min, ↓ 35 min